# Claude Catherine de Clermont
Claude Catherine de Clermont, född 1543, död 18 februari 1603, var en fransk författare, hovfunktionär och salongsvärd. Hon var hovdam och guvernant till Frankrikes barn. Under sin samtid var hon en känd kulturpersonlighet, känd för sin höga bildning och sitt intresse för vetenskap. Hon var en centralfigur för en krets av poeter och skrev själv dikter och essäer. Hon var också politiskt aktiv som deltagare i politiska hovintriger. 

## Biografi

### Familj och privatliv
Claude Catherine de Clermont var dotter till Claude de Clermont, baron de Dampierre, och Jeanne de Vivonne, Dam av Vivonne. 
Hon blev 1561 gift med hovmannen Jean d'Annebault, baron av Retz (död 1563), och 1565 med marskalken Albert de Gondi, hertig av Retz. Vid ett tillfälle, då maken var frånvarande, anföll banditer hertigdömet Retz, och hon samlade då armén och anförde den själv mot banditerna, som hon jagade bort.

### Hovkarriär
Hon var hovdam åt Katarina av Medici och Elisabeth av Österrike. På grund av sina språkkunskaper fick hon som hovdam ibland agera tolk vid utländska statsbesök.  
Hon tjänstgjorde som guvernant åt Margareta av Valois.

### Kulturell verksamhet
Hon var berömd för sin bildning och talade grekiska, italienska och latin. 
Efter 1570 blev hon berömd för sin salong, kallad "Dictynnas rum", som hon höll för poeter och konstnärer mittemot Louvren i Paris. I hennes salong tillägnades hon och hennes kvinnliga vänner poeternas dikter under mytologiska namn. Hon bidrog 1570 till grundandet av Académie de Poésie et de Musique, föregångaren till den franska akademien, och närvarade sedan regelbundet vid deras möten.  
Hon författade även själv texter, men få av dem finns bevarade och säkert bekräftade.